# Kurów (powiat nowosądecki)
Kurów – wieś w Polsce położona w województwie małopolskim, w powiecie nowosądeckim, w gminie Chełmiec.
Wieś biskupstwa krakowskiego w powiecie sądeckim w województwie krakowskim w końcu XVI wieku. W latach 1975–1998 miejscowość należała administracyjnie do województwa nowosądeckiego. Według stanu na 30 czerwca 2004 wieś liczyła 154 mieszkańców.

## Położenie
Kurów leży w Kotlinie Sądeckiej u podnóża Pogórza Rożnowskiego, przy drodze krajowej nr 75, która na tutejszym moście drogowym przecina rzekę Dunajec. Przy wysokim poziomie wody w jeziorze teren po lewej stronie drogi staje się ogromnym rozlewiskiem i można uznać, że od mostu zaczyna się Jezioro Rożnowskie. Po prawej stronie drogi znajdują się stawy, które są miejscem uprawiania wędkarstwa i letniego wypoczynku dla mieszkańców okolicznych miejscowości. Na prawym brzegu Dunajca, naprzeciwko Marcinkowic, wznosi się Kurowska Góra (402 m n.p.m.).

## Zabytki i historia
Wieś powstała w wyniku osadnictwa mieszczan sądeckich. W miejscowości znajdują się pozostałości dwóch grodzisk (tzw. gród nr 1 i gród nr 2). Gród nr 1, położony na Kurowskiej Górze, zwanej także Zamczyskiem, Zamkową Górą lub Grodziskiem, wzniesiony na planie zbliżonym do trójkąta, pochodzi z okresu późnołużyckiego. Składał się z otoczonego fosą wału, zbudowanego z luźnych kamieni bez zaprawy, i majdanu wybrukowanego otoczakami. Miejsce to było wykorzystywane również w średniowieczu (XIII–XIV wiek). W literaturze naukowej pojawia się wzmianka o istnieniu na terenie Kurowa drugiego grodziska (gród nr 2), bez dokładniejszych danych.

## Zamek w Kurowie
W źródłach istnieje wzmianka o zamku na Kurowskiej Górze, notowanym w 1308 jako „zamek Kurów” (łac. et quod castrum Curow), opisywanym przez Jana Długosza. Przypuszczalnie zamek wzniesiony został w latach 1303-1304 z inicjatywy sprzymierzonego z Czechami biskupa Jana Muskaty, gdy pełnił funkcję starosty małopolskiego. Świadkowie w procesie z 1308 roku, twierdzili, że ludzie biskupa zbudowali w Kurowie zamek, z którego organizowali napady na ziemię sądecką. Zeznanie w tej sprawie złożył np. wikariusz krakowski Klemens, który stwierdził, że et quod castrum Curow erectum est per suos homines, quibus eciam dicitur dedisse licenciam comedendi in quadragesima carnes oraz kanonik Włościbor (…) et quod castrum Curow per suos homines fuit erectum, qui multa mala facerunt in terra Sandomiriensi [powinno być Sandecensi] homines captivando marti[ri]zando ita, quod nonnulli mortui sunt in captivitate.
Przypuszczalnie zamek zniszczyły oddziały Władysława Łokietka, podczas walk o Małopolskę z królem Wacławem II. Z zamku zachowały się tylko ślady dwóch wałów pierścieniowatych, a także fos. Broniły one dostępu do wzgórza od zachodu.
Po drugiej stronie, na lewym brzegu znajdował się zamek Lemiesz w Białawodzie.